# Hugh Allan (ator)
Hugh Allan (5 de novembro de 1903 - 12 de fevereiro de 1997), cujo nome verdadeiro era Allan Abram Hughes foi um ator de cinema estadunidense da era do cinema mudo que atuou em 20 filmes entre 1925 e 1930.[carece de fontes?]

## Biografia
Seu nome verdadeiro era Allan Hughes, porém na vida cinematográfica resolveu mudar seu nome devido ao fato de na mesma companhia já ter um Lloyd Hughes. Após terminar seus estudos em Oakland, trabalhou inicialmente em uma linha de navios a vapor, e depois como secretário de Leland Ramsdell, produtor cinematográfico, até que lhe ofereceram uma pequena ponta de um filme de Richard Talmadge. Fez pequenas pontas em Sally e Déclassé (1925). Foi escolhido então para fazer par com Mary Pickford, que se encantou por ele e pode ser considerada sua descobridora, em Little Annie Rooney.[carece de fontes?] Depois de vários dias e problemas no set de filmagem, observou-se que Hugh era inexperiente e seria incapaz de completar o filme, e ele mesmo o confessou em uma entrevista posterior. O estúdio então emitiu um comunicado, afirmando que Hugh quebrara um braço, depois de cair de um telhado, e que seria incapaz de terminar seu compromisso. Hugh foi trazido ao set, e colocado um suporte em seu braço, enquanto Mary insistiu para que uma fotografia fosse tirada para a imprensa. O ator William Haines foi colocado em seu lugar.
Após algum tempo, Hugh teve aulas de atuação e a First National assinou contrato com ele para fazer Joseph Greer and His Daughter, depois denominado What Fools Men (1925), sendo esse seu primero filme creditado (no Brasil, Em Busca do Triunfo). Fez alguns filmes pela Universal Pictures, tais como Wild Beauty (1927), e pela Pathé, como os seriados The Tiger's Shadow (1928) e The Fire Detective (1929), ambos ao lado de Gladys McConnell. Seu último filme foi o curta-metragem A Royal Flush, em 1930. Atuou ao lado de atrizes como Jean Arthur, em The Block Signal (1926), June Marlowe em Wild Beauty (1927), e Helene Costello em Good Time Charley (1927)
Ficou decepcionado com a vida cinematográfica e abandonou o cinema a partir de 1930, tornando-se um homem de negócios da Dover Corp.

## Vida pessoal e morte
Casou com Lou Williamson em abril de 1932 e ficou com ela até a morte, em 12 de fevereiro de 1997. Tiveram uma filha, Carita, nascida em 1935 e um filho, Hugh Jr., nascido em 1938.
Faleceu aos 93 anos, suicidando-se com um tiro, e foi sepultado no Memorial Park Cemetery.

## Filmografia parcial
- What Fools Men (1925)
- The Block Signal (1926, no Brasil, Sinal de Perigo)
- Birds of Prey (1926, no Brasil O Primeiro Amor)
- The Cruel Truth (1927, no Brasil, Triste Verdade)
- Wild Beauty (1927, no Brasil, Rex, o Indomável)
- Good Time Charley (1927)
- Dress Parade (1927)
- The Tiger's Shadow (1928)
- Annapolis (1928, no Brasil, Entre Cadetes)
- The Fire Detective (1929)
- A Royal Flush (1930)